# Годред Магнуссон
Годред Магнуссон — король острова Мэн в 1275 году. Годред был сыном короля Магнуса Олафссона и Марии Аргайлской. После смерти Магнуса в 1265 году трон был захвачен, и вернуть его удалось лишь в 1275 году.
Александр III Шотландский вел довольно враждебную политику по отношению к острову Мэн, однако в 1263 году, после его нерешительной победы в битве при Ларгсе, нападки прекратились. Во время битвы норвежский фирд вынужден был покинуть Оркнейские острова, и шотландские войска остались на спорных территориях. После смерти норвежского короля Хокона IV власть принял более миролюбивый Магнус VI. В результате переговоров с Шотландией был заключен Пертский договор, по которому Норвегия отдавала острова, включая Мэн, в придачу к 4 тысячам марок компенсации. Остров удалось вернуть лишь в 1275 году, в решительной битве при Рональдсвэе.